# Прапор Семенівського району
Пра́пор Семе́нівського райо́ну — офіційний символ Семенівського району Полтавської області, затверджений рішенням Семенівської районної ради у 2003 році.

## Опис
Прапор має співвідношення сторін 2:3, біля горизонтальних країв зверху та знизу полотнища зображено біло-блакитні хвилясті смуги, а в центрі з лівого краю знаходиться жовтий лапчастий хрест. З метою поєднання з символікою області, колір прапора запропоновано синім у поєднанні з блакитним і білим.

## Значення символів
Біло-блакитні хвилі — символіка річок Сули і Хоролу. Синій колір — символ стійкості, сили, вірності.
Козацький хрест — символ вічності, святості. Основний символ прапора Лубенського полку (XVIII століття).